# Hrabstwo Dutchess
Dutchess – hrabstwo (ang. county) w stanie  Nowy Jork w USA. Populacja wynosi 280 150 mieszkańców (stan według spisu z 2000 r.).
Powierzchnia hrabstwa wynosi 2138 km². Gęstość zaludnienia wynosi 135 osób/km².

## Miasta
- Amenia
- Beekman
- Clinton
- Dover
- East Fishkill
- Fishkill
- Hyde Park
- LaGrange
- Milan
- North East
- Pawling
- Pine Plains
- Pleasant Valley
- Poughkeepsie
- Red Hook
- Rhinebeck
- Stanford
- Union Vale
- Wappinger
- Washington

## Wioski
- Fishkill
- Millbrook
- Millerton
- Pawling
- Red Hook
- Rhinebeck
- Tivoli
- Wappingers Falls

## CDP
- Amenia
- Arlington
- Brinckerhoff
- Crown Heights
- Dover Plains
- Fairview
- Freedom Plains
- Haviland
- Hillside Lake
- Hopewell Junction
- Hyde Park
- Merritt Park
- Myers Corner
- Pine Plains
- Pleasant Valley
- Red Oaks Mill
- Rhinecliff
- Salt Point
- Spackenkill
- Staatsburg
- Titusville